# Pământul crăiesc

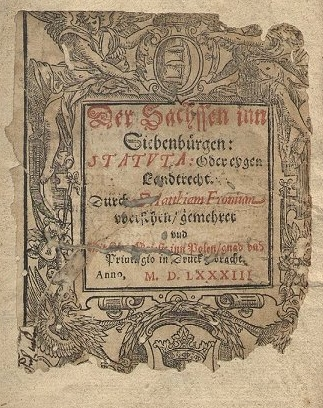
Matthias Fronius, Statutul juridic al Pământului crăiesc, Brașov [Kronstadt], 1583.

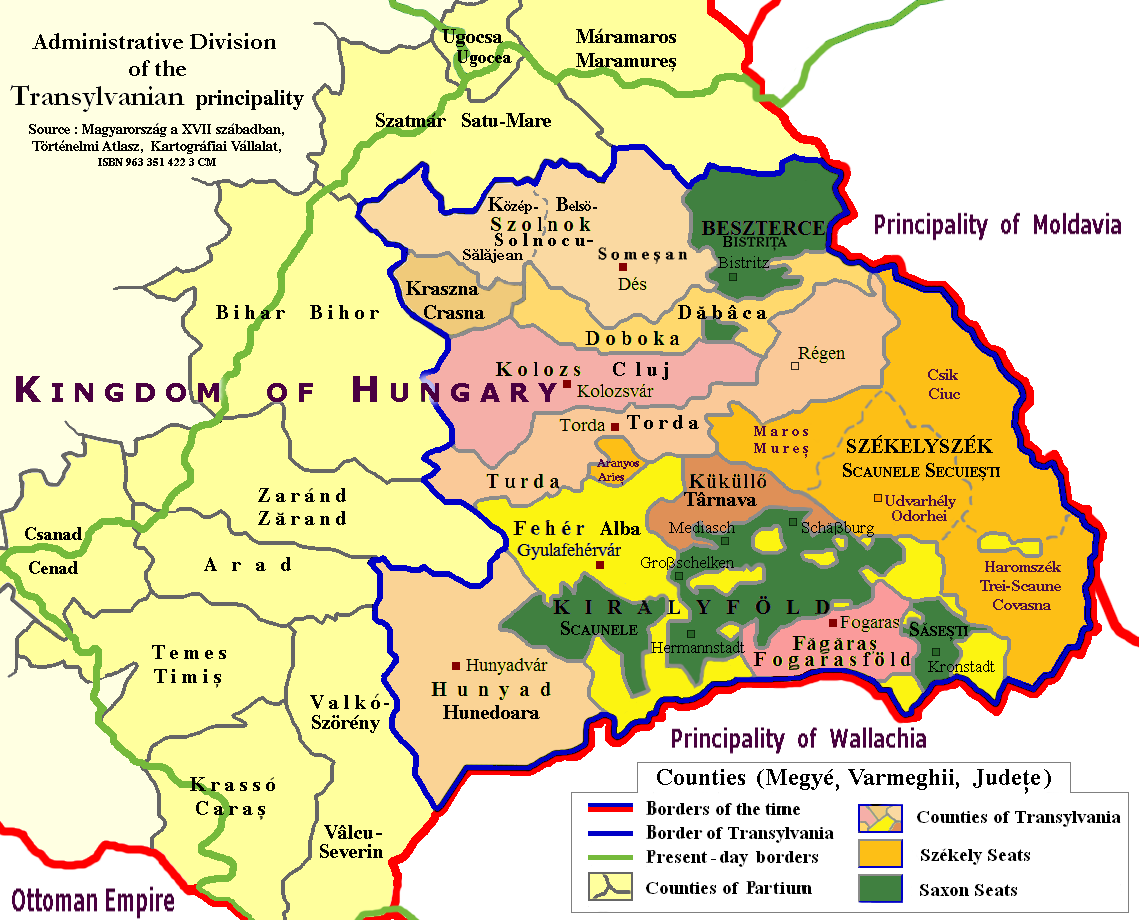
Împărțirea administrativă a Transilvaniei medievale: în verde Pământul crăiesc (Királyföld) al sașilor.

Pământul crăiesc (Ținutul crăiesc, Pământul regesc, Ținutul sașilor sau Scaunele săsești, în latină fundus regius, în germană Königsboden, în maghiară Királyföld) este denumirea dată unora din teritoriile transilvane repartizate sașilor în Evul Mediu, delimitate la nord de râul Mureș, la sud de râul Olt, la est de localitatea Drăușeni și la vest de Orăștie. 
În aceste teritorii s-a stabilit în secolele XII-XIV o populație de limbă germană (inițial populație mixtă germană, flamandă, valonă), cunoscută sub denumirea de sași (în latină, saxones). Prima mențiune documentară este Diploma Andreanum (1224), numită de istoriografia săsească și „hrisovul de aur” (în germană, Goldener Freibrief der Siebenbürger Sachsen), în care regele Andrei al II-lea al Ungariei stabilește anumite privilegii (scutiri fiscale și o formă de autonomie) pentru unitățile administrative respective.

## Unități administrative

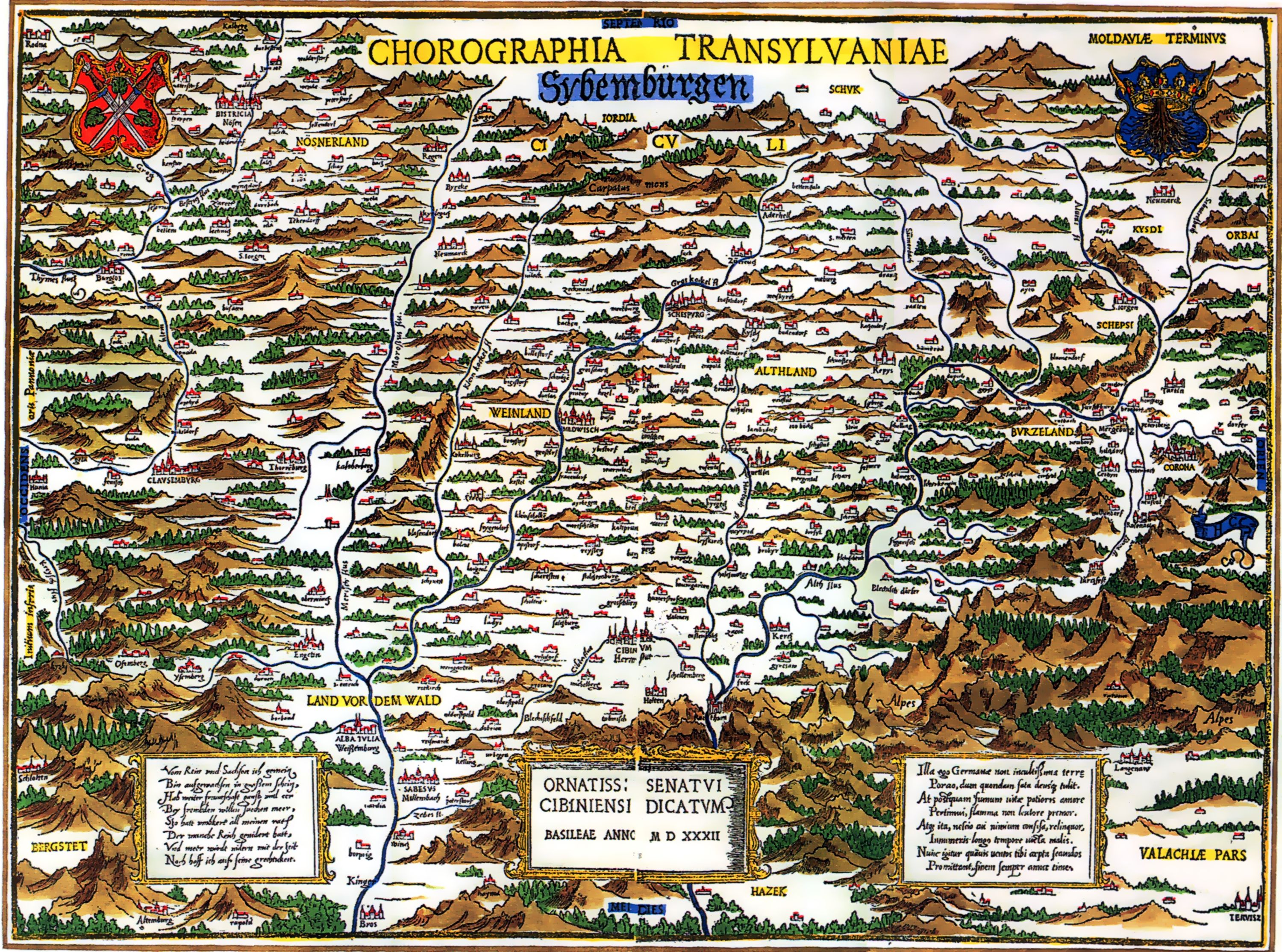
Harta Transilvaniei întocmită de Johannes Honterus, 1532. Pe hartă figurează regiunile Altland, Burzenland, Weinland, Nösnerland, Land vor dem Wald și Ciculia.

Aceste unități administrative speciale, numite Föld în maghiară și Boden în germană, erau la început în număr de patru::
- Altland
- Burzenland
- Weinland
- Nösnerland

Ținutul crăiesc (Fundus regius) a fost divizat ulterior în mai multe scaune:
- De jos:

- Scaunul Orăștiei (în germană Brooser Stuhl) – „Scaun secundar” (în germană Nebenstuhl) cu sediul la Orăștie.
- Scaunul Sebeșului (în germană Mühlbacher Stuhl) – „Scaun secundar” cu sediul la Sebeș.
- Scaunul Miercurea (în germană Reußmarkter Stuhl) – „Scaun secundar” cu sediul la Miercurea Sibiului.

- De sus:

- Scaunul Sibiului (în germană Hauptstuhl Hermannstadt) – „Scaun principal” (în germană Hauptstuhl) cu sediul administrativ la Sibiu.
- Scaunul Sighișoarei (în germană Schässburger Stuhl) – „Scaun secundar” cu sediul la Sighișoara.
- Scaunul Nocrich (în germană Leschkircher Stuhl) – „Scaun secundar” cu sediul la Nocrich.
- Scaunul Cincului (în germană Schenker Stuhl) – „Scaun secundar” cu sediul la Cincu.
- Scaunul Rupea (în germană Repser Stuhl) – „Scaun secundar” cu sediul la Rupea.

- Din zona Târnavelor – formate în secolul al XVI‑lea:

- Scaunul Mediașului (în germană Mediascher Stuhl) – „Scaun secundar” cu sediul la Mediaș.
- Scaunul Șeica – (în germană Schelker Stuhl) – „Scaun secundar” cu sediul la Șeica Mare.

- Districte cu statut aparte, membre ale Universității Săsești (ce au beneficiat de aceleași drepturi ca și scaunele):

- Districtul Brașov (în germană Kronstäder Distrikt)  – „District” cu sediul la Brașov.
- Districtul Bistriței (în germană Bistritzer Distrikt)  – „District” cu sediul la Bistrița.

Ținutul crăiesc (Fundus regius) dispare în 1784 odată cu împărțirea în Bezirke decisă de împăratul habsburgic Iosif al II-lea, și nu este restabilit prin reforma administrativă legată de constituirea Imperiului Austro-Ungariei în 1876, care desființează Marele-Principat al Transilvaniei.